# Bitwa pod Idistaviso
Bitwa pod Idistaviso (zwana też bitwą nad rzeką Wezerą) – starcie zbrojne w roku 16 w trakcie walk Rzymian z Germanami. W wyniku bitwy wojska rzymskie pod wodzą Germanika pokonały siły Cherusków dowodzonych przez Arminiusza.
Na temat przebiegu bitwy występują różne opinie. Według relacji Tacyta, Germanie wyparci zostali przez Rzymian z równiny (pola Idistaviso), po czym zbiegli w kierunku lasów. Inne doniesienia mówią o okrążeniu Germanów przez rzymską piechotę i kawalerię. Przez kolejne kilka godzin trwało likwidowanie grup barbarzyńców w promieniu 15 km.
Bitwę rozpoczął atak sił germańskich na pozycje rzymskie. W odpowiedzi jazda rzymska pod wodzą Stertiniusza (6 000 koni) ruszyła na nacierającego przeciwnika. Równocześnie łucznicy syryjscy stojący w drugiej linii rzymskiej ostrzelali Germanów tysiącami strzał. Wielu Germanom udało się dotrzeć do pozycji piechoty rzymskiej, z którą starli się wręcz. W ataku raniono m.in. Arminiusza, który nie zważając na to kontynuował atak. W tym czasie jazda rzymska rozproszyła Germanów stojących na tyłach, spychając ich na równinę. Tutaj stali się oni łatwym celem Stertiniusza, który zataczając krąg, uderzył na Germanów z tyłu. Wojownicy Arminiusza wpadli wówczas w panikę, zbiegając z pola walki. Podczas pościgu tysiące z nich wycięto w pień.
Wielu Germanom udało się jednak uciec z placu boju, co świadczyć może o nie do końca szczelnym okrążeniu przez kawalerzystów Stertiniusza. Po wycofaniu się barbarzyńcy sformowali ponownie swoje siły. Ich straty szacowane są na kilka tysięcy zabitych wojowników.
Po osiągniętym zwycięstwie siły rzymskie powróciły za Ren, co świadczy iż celem wyprawy Germanika było jedynie pomszczenie klęski Warusa w Lesie Teutoburskim nie zaś przywracanie rzymskiej kontroli na terenach na wschód od Renu.

## Bitwa pod Idistaviso w kulturze i sztuce
- W powieści Michaiła Bułhakowa Mistrz i Małgorzata został opisany fikcyjny epizod bitwy z udziałem bohaterów utworu - Poncjusza Piłata i fikcyjnego centuriona Marka Szczurobójcy.